# Program Wisła
Wisła – program zaopatrzenia Ministerstwa Obrony Narodowej w zintegrowany przeciwlotniczy i przeciwrakietowy system średniego zasięgu (do 100 km) oparty na systemie Patriot. Podpisany list intencyjny przez stronę polską i amerykańską w roku 2017 zakłada dwie fazy programu.

## Pierwsza faza programu
Program rozpoczął się 29 września 2014 roku gdy minister obrony narodowej Tomasz Siemoniak podpisał wniosek o pozyskanie systemu średniego zasięgu. We 6 września 2016 MON przekazało zapytanie ofertowe na 8 baterii Patriot wraz z systemem zarządzania polem walki (ICBS) od Northrop Grumman do Stanów Zjednoczonych w ramach procedury Foreign Military Sales. 28 marca 2018 minister obrony Mariusz Błaszczak sfinalizował 1 fazę programu o wartości 16,6 mld zł na zakup dwóch baterii MIM-104F Patriot PAC-3+ wraz z systemem IBCS. Polska stała się 15 krajem-użytkownikiem systemu Patriot.
We wrześniu 2022 rozpoczął się proces odbioru zamówionego sprzętu. W marcu 2023 roku odebrano 16 wyrzutni M903 wyprodukowanych przez PGZ. W grudniu 2024 system uzyskał wstępną gotowość operacyjną w 3. Warszawskiej Brygady Rakietowej Obrony Przeciwlotniczej.

## Druga faza programu
W maju 2022 roku wystosowano list intencyjny na zakup 6 baterii Patriot w ramach drugiej fazy programu. W sierpniu 2023 podpisano dwie umowy offsetową o wartości 1 mld zł na produkcję i serwisowanie komponentów systemu w Polsce. We wrześniu 2023 roku podpisano umowę na kolejnych 6 baterii systemu Patriot w ramach umów na łączną kwotę 47,6 mld zł.